# CANDY TUNE
CANDY TUNE(캔디 툰)은 일본의 여성 아이돌 그룹이다. 소속 사무소는 주식회사 아소비시스템.

## 개요
아소비시스템에 의해 2022년에 발족한 신 프로젝트 「KAWAII LAB.」로부터 탄생한 아이돌 그룹. 그룹명은 「착한 사람」이라는 뜻을 가진 CANDY에 「조화·선율」이라는 뜻을 가진 TUNE을 조합한 것.

## 구성원
이름, 생년월일, 이미지 컬러
- 무라카와 비비안 (村川 緋杏, 1999년 12월 3일(25세)), 후쿠오카현 출신 - 분홍 - 전 HKT48 팀TII, 드래프트 2기생
- 키리하라 미즈키 (桐原 美月, 2003년 2월 21일(22세)), 이바라키현 출신 - 파랑
- 후쿠야마 리노 (福山 梨乃, 1997년 12월 24일(27세)), 도쿄도 출신 - 물
- 오가와 나나코 (小川 奈々子, 1999년 10월 1일(25세)), 홋카이도 출신 - 민트 그린
- 미나미 나츠 (南 なつ, 2001년 3월 17일(24세)), 도쿄 도 출신 - 오렌지
- 마야노 시즈카 (宮野 静, 2002년 5월 30일(23세)), 가나가와현 출신 - 보라
- 타치바나 코토미 (立花 琴未, 2002년 5월 25일(23세)), 후쿠오카 현 출신 - 빨강

## 작품

### 싱글
1. キス・ミー・パティシエ (2024년 8월 7일)
2. 推し♡好き♡しんどい (2025년 4월 23일)

### 착신 싱글
1. TUNE MY WAY (2023년 4월 7일)
2. CATCH YOU (2023년 5월 20일)
3. きゅきゅきゅキュート (2023년 6월 27일)
4. WAO! アオハル! (2023년 9월 27일)
5. Twilight Dilemma (2023년 10월 18일)
6. 必殺あざとポーズ (2023년 11월 17일)
7. 備えあれば無問題 (2024년 2월 16일)
8. いえなかったことば〜ありがとう〜 (2024년 3월 8일)
9. 倍倍FIGHT! (2024년 4월 24일)
10. レイドバックジャーニー (2024년 6월 18일)
11. キス・ミー・パティシエ (2024년 8월 7일)
12. 君もゾンビですか ゾンビですね (2024년 10월 18일)
13. レベチかわいい! (2025년 3월 12일)
14. 絶対きゃんちゅー宣言っ! (2025년 4월 11일)
15. 推し♡好き♡しんどい (2025년 4월 11일)
16. 夏しかサマーー!♡ (2025년 7월 14일)

### 착신 앨범
1. CANDY TUNE (2023년 3월 7일)